# One Shot '80 Volume 16
One Shot '80 Volume 16 è la sedicesima raccolta di canzoni degli anni '80, pubblicata in Italia dalla Universal su CD (catalogo 024 9 81001 8) e cassetta nel 2003, appartenente alla serie One Shot '80 della collana One Shot.

## Tracce
Il primo è l'anno di pubblicazione del singolo, il secondo quello dell'album; altrimenti coincidono. 
1. Olivia Newton-John – Physical – 3:41 (Stephen Kipner, Terry Shaddick) – 1981
2. Tears for Fears – Change (album version) – 4:14 (Roland Orzabal) – 1983
3. Kylie Minogue – I Should Be So Lucky – 3:22 (Mike Stock, Matt Aitken, Pete Waterman) – 1987, 1988
4. Johnny Hates Jazz – I Don't Want to Be a Hero – 3:32 (Clark Datchler) – 1987, 1988
5. Bananarama – Venus – 3:38 (Robbie van Leeuwen) – 1986
6. Daryl Hall & John Oates – I Can't Go for That (No Can Do) (album version) – 5:08 (Daryl Hall, John Oates, Sara Allen) – 1981
7. Mel & Kim – Respectable (single version) – 3:20 (Mike Stock, Matt Aitken, Pete Waterman) – 1987
8. Robbie Nevil – C'est la vie – 3:02 (Robbie Nevil, Duncan Pain, Mark Holding) – 1986
9. Mr. Mister – Kyrie (album version) – 4:24 (testo: John Lang – musica: Richard Page, Steve George) – 1985
10. The Power Station – Some Like It Hot (album version) – 5:05 (Robert Palmer, Andy Taylor, John Taylor) – 1985
11. Kool & the Gang – Fresh – 4:23 (Kool & the Gang, James Taylor) – 1985, 1984
12. Bangles – Walk like an Egyptian – 3:22 (Liam Sternberg) – 1986
13. Nick Kamen – Tell Me – 3:35 (Nick Kamen, Patrick Leonard, David Williams) – 1988
14. Alison Moyet – Love Resurrection – 3:50 (Alison Moyet, Steve Jolley, Tony Swain) – 1984
15. Ready for the World – Oh Sheila (album version) – 4:00 (Gerald Valentine, Gordon Strozier, Melvin Riley) – 1985
16. Icehouse – Hey Little Girl – 4:19 (Iva Davies) – 1982
17. Joe Dolce Music Theatre – Shaddap You Face – 3:11 (Joe Dolce) – 1980, 1981
18. Hue and Cry – Labour of Love – 6:27 (Gregory Kane, Patrick Kane) – 1987
19. Jim Diamond – I Should Have Known Better – 4:04 (Jim Diamond, Graham Lyle) – 1984